# إتش دبليو. ويذرز
إتش دبليو. ويذرز (بالإنجليزية: H. W. Withers)‏ هو مدرب كرة سلة أمريكي، ولد في 10 سبتمبر 1884 في أبينغدون في الولايات المتحدة، وتوفي بنفس المكان في 15 يونيو 1949.